# Armenska košarkaška reprezentacija
Armenska košarkaška reprezentacija predstavlja Armeniju na međunarodnim natjecanjima. Krovna organizacija pod kojom djeluje je Armenski košarkaški savez.
Članicom je FIBA-e od 1992. godine.
Glavni dres armenske reprezentacije bijele je boje, a pričuvni crvene.
Reprezentacija ne sudjeluje na velikim natjecanjima. Jedino su mlađe uzrasne kategorije sudjelovale na nekim FIBA-inim natjecanjima. Trenutno se ne natječe niti u prvom, niti u drugom, niti u trećem jakosnom razredu europske košarke.
Iako nije jaka u europskim okvirima, armenska je košarka u vrijeme dok je Armenija bila dijelom SSSR-a dala dva poznata europska košarkaška imena, sovjetska reprezentativca: Armenaka Alačačjana (rođenog u egipatskoj Aleksandriji) i Vitalija Zastuhova.

## Vanjske poveznice
- (engleski) Fibaeurope.com